# Росташи (река)
Росташи — река в России, протекает в Самарской области. Устье реки находится в 638 км по левому берегу реки Большой Иргиз. Длина реки составляет 36 км, площадь водосборного бассейна — 220 км².

## Данные водного реестра
По данным государственного водного реестра России относится к Нижневолжскому бассейновому округу, водохозяйственный участок реки — Большой Иргиз от истока до Сулакского гидроузла. Речной бассейн реки — Волга от верхнего Куйбышевского водохранилища до впадения в Каспий.
Код объекта в государственном водном реестре — 11010001612112100009551.